# Hrabstwo Lee (Arkansas)

Piramida wieku hrabstwa

Hrabstwo Lee – hrabstwo w USA, w stanie Arkansas. Siedzibą hrabstwa jest Marianna. Według danych z 2010 roku, hrabstwo zamieszkiwało 10424 osób.

## Miejscowości
- Aubrey
- Haynes
- LaGrange
- Moro
- Marianna
- Rondo